# کلوان (کمیجان)
کلوان روستایی است از توابع شهرستان کمیجان در استان مرکزی. این روستا در دهستان اسفندان در بخش مرکزی این شهرستان قرار دارد .
.

## مشخصات منطقه‌ای
روستای کلوان طبق تقسیمات اخیر کشوری، ازتوابع دهستان اسفندان و بخش مرکزی شهرستان کمیجان می‌باشد. این روستا بامختصات جغرافیایی ۴۹درجه و ۴۹دقیقه طول شرقی و۳۹درجه و۲۴دقیقه عرض شمالی در شمال غربی استان مرکزی قراردارد. فاصله روستای کلوان تا مرکز شهرستان ۵ کیلومتر می‌باشد.

## جمعیت
طبق سرشماری مرکز آمار ایران، جمعیت کلوان در سال ۱۳۸۵ برابر با ۸۴۷ نفر بوده‌است. این روستا ۱۹۳ خانوار دارد.